# Dichagyris rhadamanthys
Dichagyris rhadamanthys là một loài bướm đêm trong họ Noctuidae.